# پرونده روستاهای عرب‌نشین
پرونده روستاهای عرب‌نشین (به عبری: תיקי הכפרים הערביים) اسناد اطلاعاتی مهمی بودند که شامل داده‌های دقیق در مورد تمامی روستاهای عرب‌نشین در سرزمین فلسطین در دوره قیمومت بریتانیا بر فلسطین بود. آن پرونده‌ها توسط واحد اطلاعاتی شای، متعلق به سازمان هاگانا جمع‌آوری شدند. هر یک از این پرونده‌ها حاوی یک مقدمه شفاهی بود. نقشه محیطی گسترده در مقیاس ۱:۱۰۰۰۰۰. نقشه روستا و اطراف آن در مقیاس ۱:۲۰۰۰۰; نقشه روستا در مقیاس ۱:۵۰۰۰ و در صورت امکان عکس هوایی نیز تهیه می‌شد. در این پرونده‌ها تعداد مردان هر روستا، منابع اصلی درآمد، کیفیت آب محل، میزان مشارکت در شورش بزرگ عربی، ترکیب سیاسی-اجتماعی، کیفیت زمین، روابط بین روستاها، تعداد سلاح‌ها و توپوگرافی هر روستا را شامل می‌شد.
در ابتدا این داده‌ها تنها پرونده‌های روستاها بودند، اما به مرور زمان پرونده‌های محله‌های شهری، پلیس فلسطین و سایر مقاصد نیز تهیه شد. این پرونده‌ها در جریان جنگ استقلال از اهمیت زیادی برخوردار شدند.

## طرح
در سال ۱۹۴۲ میلادی، شموئل دیوون، در مقام فرمانده سرویس اطلاعاتی مخفی هگانا مبتکر ایده‌ای برای تهیه داده‌های دقیقی از تمامی روستاهای عرب‌نشین در سرزمین فلسطین شد. این داده‌ها بعداً به «پرونده روستاهای عرب‌نشین» معروف شدند و نقشی حیاتی در پیروزی اسرائیل در جنگ استقلال را برعهده داشتند.
این تورها اغلب تحت عنوان سفر علمی یا درس طبیعت برای آشنایی با جغرافیای فلسطین انجام می‌شد. افسران اطلاعاتی پایگاه داده‌ای از عکس‌ها و اطلاعات جغرافیایی، توپوگرافی و برنامه‌ریزی در مورد راه‌های ورود به روستاها ساختند که شامل شرح مفصلی از جاده‌ها، محله‌ها، خانه‌ها، ساختمان‌های عمومی، آب انبارها، غارها و وادی‌ها بود.

## جُستارهای وابسته
- بررسی فلسطین